# فرانك هوارد
فرانك هوارد (بالإنجليزية: Frank Howard)‏ (و. 1936 – م) هو لاعب كرة قاعدة، ولاعب كرة السلة، من الولايات المتحدة الأمريكية، ولد في كولومبوس، أوهايو.

## التعليم
تعلم في جامعة ولاية أوهايو.

## روابط خارجية
- فرانك هوارد على موقع دوري كرة القاعدة الرئيسي (الإنجليزية)
- فرانك هوارد على موقع الدوري الياباني لكرة القاعدة (الإنجليزية)
- فرانك هوارد على موقعبيزبول رفرنس.كوم (الدوري الرئيسي) (الإنجليزية)
- فرانك هوارد على موقعبيزبول رفرنس.كوم (الدوري الثانوي) (الإنجليزية)
- فرانك هوارد على موقع إي إس بي إن.كوم (أم.أل.بي) (الإنجليزية)
- فرانك هوارد على موقع مشجعي الرسوم البيانية (الإنجليزية)
- فرانك هوارد على موقع سبورتس رفرنس (الإنجليزية)
- فرانك هوارد على موقع كلية كرة السلة في سبورتس رفرنس.كوم (الإنجليزية)
- فرانك هوارد على موقع ريلجم (الإنجليزية)